# Renzo Chiocchetti
Renzo Chiocchetti (* 17. November 1945 in Moena; † 13. Februar 2020 ebenda) war ein italienischer Skilangläufer.
Chiocchetti, der für den G.S. Fiamme Gialle aus Rom startete, war von 1965 bis 1976 im italienischen Nationalkader und belegte bei den Olympischen Winterspielen 1972 in Sapporo den 32. Platz über 30 km sowie zusammen mit Carlo Favre, Elviro Blanc und Ulrico Kostner den neunten Platz mit der Staffel. Bei den Nordischen Skiweltmeisterschaften 1974 in Falun lief er auf den 31. Platz über 30 km, auf den 28. Rang über 50 km, auf den 23. Platz über 15 km und auf den achten Platz mit der Staffel. Bei den Olympischen Winterspielen 1976 in Innsbruck kam er auf den 38. Platz über 30 km, auf den 29. Rang über 15 km und zusammen mit Tonino Biondini, Ulrico Kostner und Giulio Capitanio auf den siebten Platz mit der Staffel. Bei italienischen Meisterschaften siegte er fünfmal mit der Staffel und jeweils zweimal über 15 km (1969, 1975) sowie über 30 km (1975, 1979). Nach seiner Karriere als Skilangläufer leitete er zusammen seiner Frau das Hotel Piedibosco in Moena.